# Hélder Agapito
Hélder Agapito (16 de Outubro de 1985) é um ator português.

## Carreira
Agapito iniciou a sua carreira na representação em 2006, na série da SIC "Aqui Não Há Quem Viva" onde vestiu a pele de Paulo Guerra. Em 2008, entra na telenovela Rebelde Way, para o mesmo canal.
No ano de 2010 integra o elenco de "Morangos com Açúcar", para a TVI, no papel do vilão James, seguiram-se Anjo Meu e Louco Amor, também na TVI. 
Em 2013 estreou-se nos ecrãs da RTP, em Os Nossos Dias e Bem-Vindos a Beirais (2015). Desde então, foi presença assídua em novelas da SIC como Amor Maior e Alma e Coração.
Entre 2021 e 2023 integra o elenco de Festa É Festa (TVI) onde deu vida ao cómico carteiro Paulo Pires. 
Em 2024 regressa à SIC ao integrar o elenco da telenovela Senhora do Mar, onde dá vida a Jesus Costa, um nómada digital. Na mesma emissora, é diretor de atores na telenovela, a estreada em 2025, A Herança.

### Televisão
| Ano         | Projeto                                          | Papel                          | Notas                  | Canal |
| ----------- | ------------------------------------------------ | ------------------------------ | ---------------------- | ----- |
| 2006 - 2008 | Aqui Não Há Quem Viva                            | Paulo Guerra                   | Elenco principal       | SIC   |
| 2008 - 2009 | Rebelde Way                                      | Guilherme «Gui» Carlos         | Elenco principal       | SIC   |
| 2010        | Morangos com Açúcar (7.ª série) Vive o teu Verão | James                          | Antagonista            | TVI   |
| 2010        | Morangos com Açúcar: O Concerto Final            | James                          | Elenco principal       | TVI   |
| 2011 - 2012 | Anjo Meu                                         | Miguel «Mico» Valente / Garcia | Elenco principal       | TVI   |
| 2012 - 2013 | Louco Amor                                       | Júlio Davin                    | Elenco principal       | TVI   |
| 2013 - 2015 | Os Nossos Dias                                   | Ricardo Vargas                 | Elenco principal       | RTP1  |
| 2015 - 2016 | Bem-Vindos a Beirais                             | Julien Silva                   | Elenco principal       | RTP1  |
| 2016        | Dentro                                           | Miguel                         | Elenco principal       | RTP1  |
| 2016 - 2017 | Amor Maior                                       | Joaquim Paiva                  | Elenco principal       | SIC   |
| 2018 - 2019 | Alma e Coração                                   | Martim Martinelli              | Elenco adicional       | SIC   |
| 2021        | Doce                                             | Mike Sergeant                  | Elenco principal       | RTP1  |
| 2021 - 2023 | Festa É Festa                                    | Paulo Pires                    | Elenco principal       | TVI   |
| 2022        | Somos Portugal                                   | Ele Próprio                    | Apresentador Convidado | TVI   |
| 2023        | Contado Por Mulheres                             | Xavier                         | Elenco adicional       | RTP1  |
| 2024 - 2025 | Senhora do Mar                                   | Jesus Costa                    | Elenco principal       | SIC   |
| 2025        | A Herança                                        | Ele próprio                    | Direção de atores      | SIC   |

### Cinema
| Ano  | Filme     | Papel         |
| ---- | --------- | ------------- |
| 2019 | A Fabrica | Filho do dono |
| 2021 | Bem Bom   | Mike Sergeant |